# 大西敏文
大西 敏文（おおにし としふみ、1971年8月21日 - ）は、香川県出身の元アマチュア野球選手である。ポジションは投手。

## 来歴・人物
観音寺第一高校卒業後に立命館大学に入学する。1992年の春季リーグと秋季リーグでチームの優勝に貢献し、春季リーグでベストナインにも選ばれ、日本学生野球協会表彰選手にも選ばれた。同年の日米大学野球選手権大会の全日本メンバーにも選ばれた。
大学卒業後は、社会人野球の四国銀行に入り2003年からはコーチを兼任した。